# Lorenzhaus
Lorenzhaus ist eine Hofschaft der Stadt Radevormwald im Oberbergischen Kreis im nordrhein-westfälischen Regierungsbezirk Köln in Deutschland.

## Lage
Lorenzhaus liegt westlich von Radevormwald an der Wuppertalsperre. Nachbarorte sind Krebsöge, Rechelsiepen und Niedernfeld.
Südöstlich verläuft der in die Wupper mündende Karthauser Bach.
Politisch wird der Ort durch den Direktkandidaten des Wahlbezirks 130 im Rat der Stadt Radevormwald vertreten.

## Geschichte
In der historischen Karte Topographische Aufnahme der Rheinlande von 1825 ist die Ortslage von Lorenzhaus eingezeichnet. Lorenzhaus ist ein Einzelhof und ehemaliger Gastwirtschaftsbetrieb aus der 1. Hälfte des 19. Jahrhunderts. 1828 lag Lorenzhof noch an dem alten Weg von Lennep nach Radevormwald, der bei Krebsöge über die Wupper führte. Folgt man dem Weg am westlichen Rand des Hofes, erreicht man einen alten Hohlweg, der nach Kreböge führt. Die alte Wegeverbindung verlor schon im 19. Jahrhundert mit dem Bau der Chaussee, die den Fluss im Bereich der heutigen Talsperre querte, an Bedeutung.
Das 2-geschossige Fachwerkgebäude und das Nebengebäude sind eingetragene Baudenkmäler der Stadt Radevormwald. Das gesamte Ensemble ist einen sehr gepflegten Zustand und wird harmonisch ergänzt durch einen Bauerngarten mit Bruchsteinmauer. Vor dem Haus befinden sich drei neu gepflanzte Hausbäume.

## Busverbindungen
Über die knapp 200 Meter entfernt liegende Bushaltestelle Niedernfeld besteht Anbindung an das öffentliche Verkehrsnetz. Die Haltestelle wird von den Linien 671 und NE19 bedient.

## Wander- und Radwege
Durch den Ort verläuft die SGV-Hauptwanderstrecke X7 (Residenzenweg) von Arnsberg nach Düsseldorf-Gerresheim.

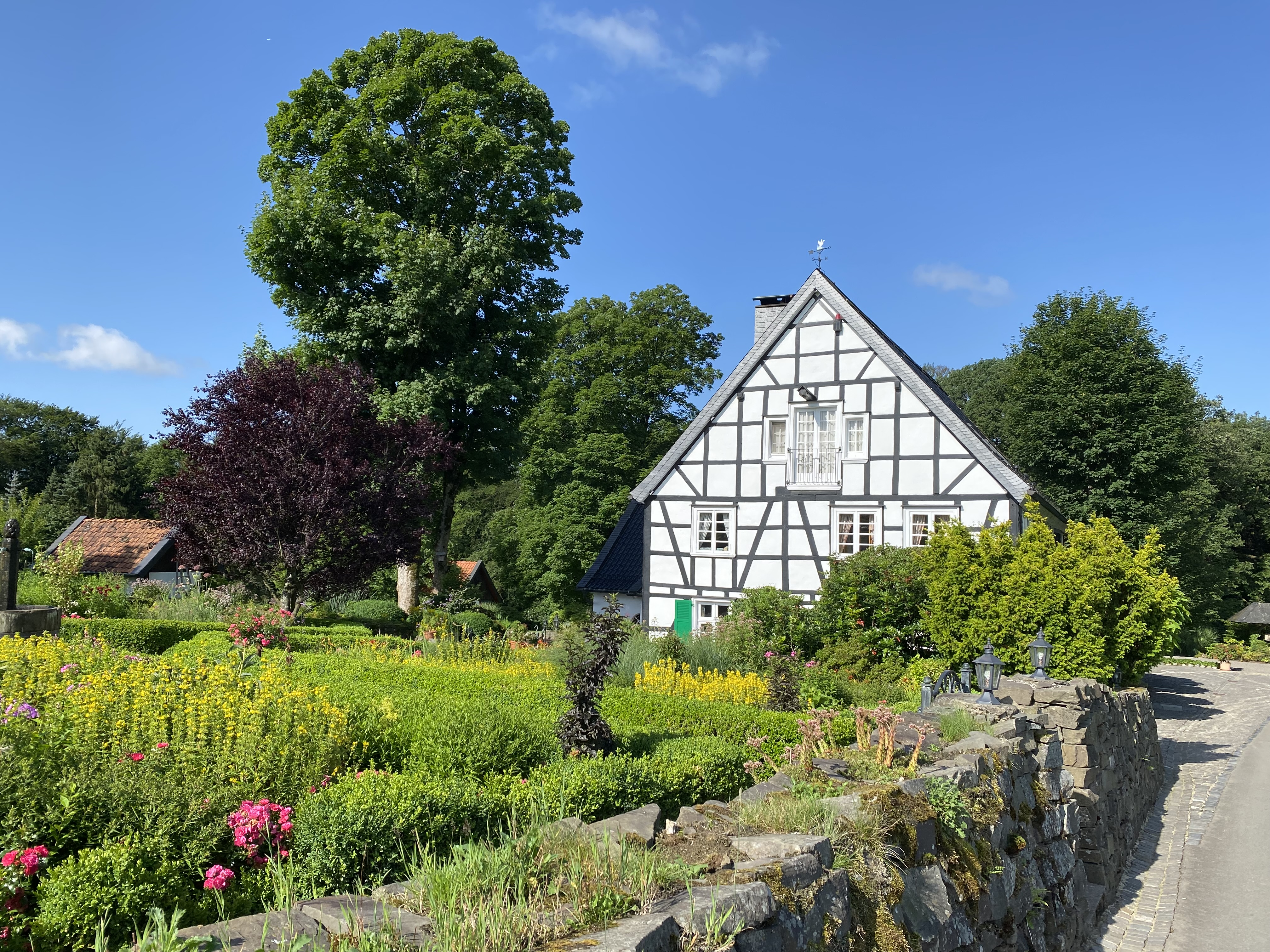
Lorenzhaus 1
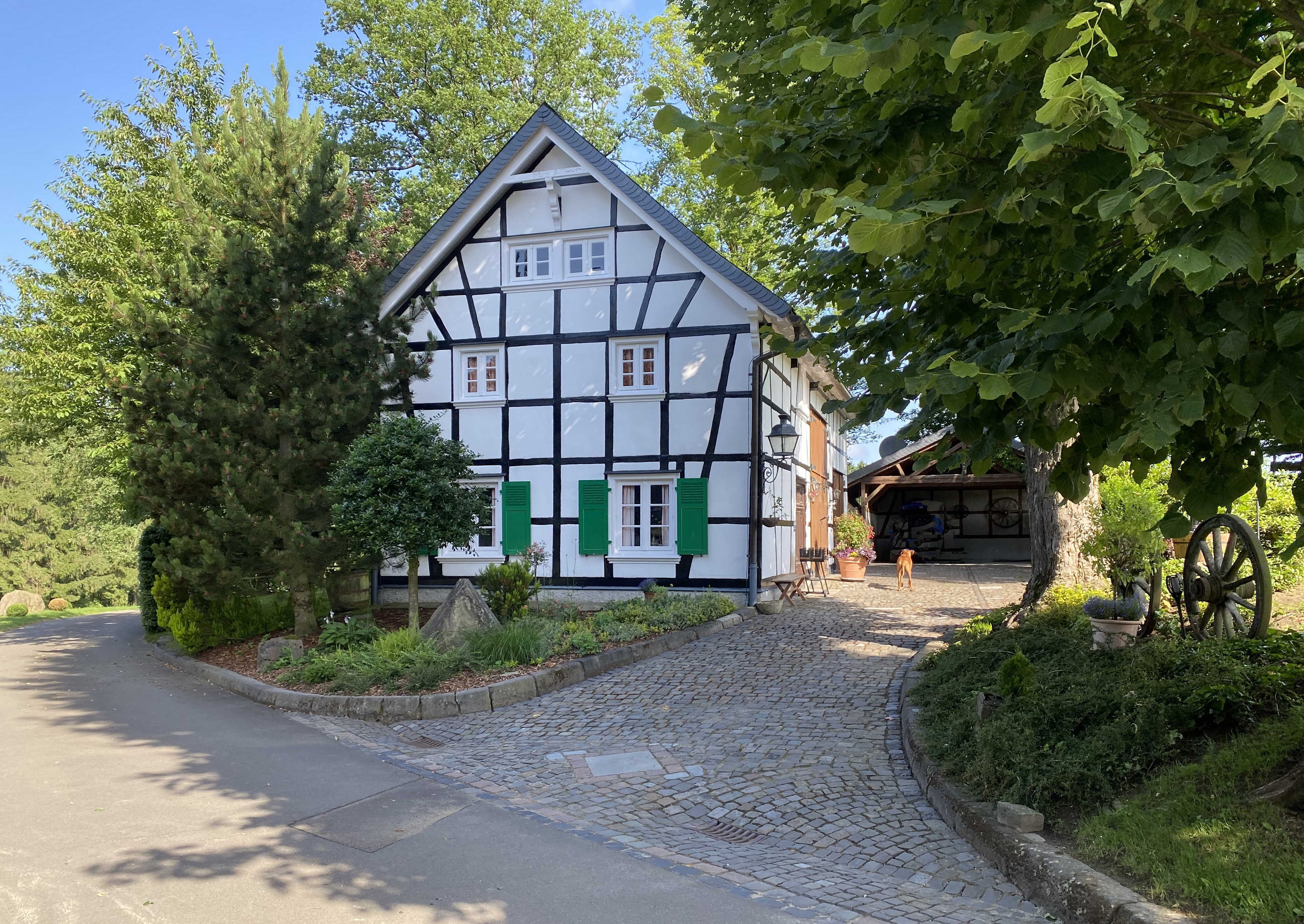
Nebengebäude
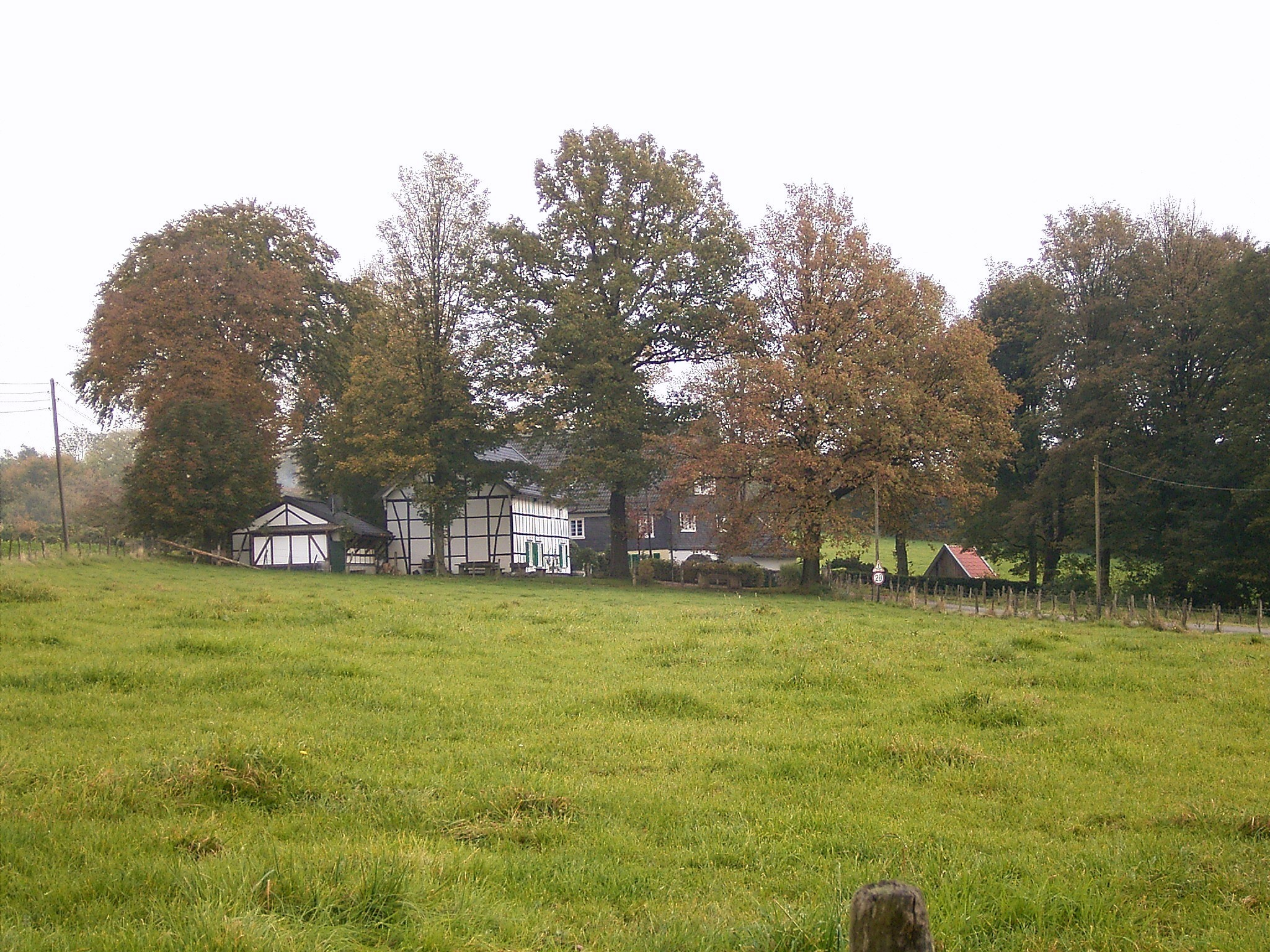
Die Hofschaft Lorenzhaus
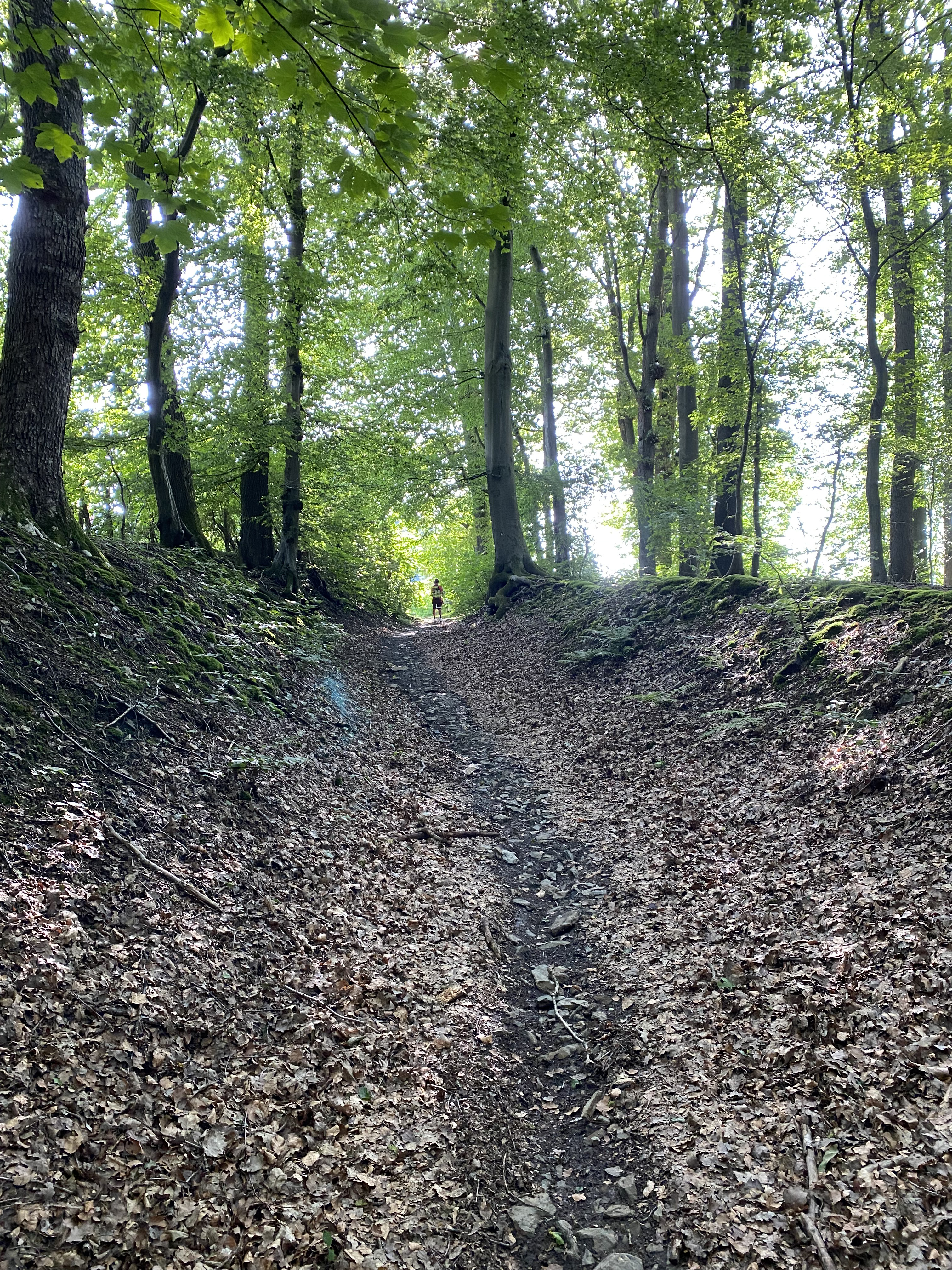
Alter Hohlweg nach Krebsöge